# Plus D
El Plus D o +D fue una interfaz de disquete e impresora de puerto paralelo para el ordenador doméstico Sinclair ZX Spectrum 16, 48, 128 y +2 (el de carcasa gris) si bien también se distribuyó un modelo compatible con el +3/+2A a través de un patch. Se desarrolló como sucesor del DISCiPLE, primer producto de Miles Gordon Technology, con la idea de ser más barato, pequeño, simple, calentarse menos y ser así más fiable.

## Características
Se desechan las características menos importantes del producto anterior (los puertos de red y joystick, el botón de inhibir y el conector trasero) - y se substituye el diseño en cuña para caber debajo del Spectrum por una caja plana de metal que sobresalía en la trasera. Además de más sólida, actuaba de disipador de calor, algo muy necesario pues los dos chips Pal20L8 (matrices lógicas programables o Programmable array logic) se calientan más que un Pentium.
Proporciona las siguientes prestaciones :
- Interfaz controladora de hasta 2 unidades de disquete de Doble Densidad (conector compatible Shugart) controlada por un chip WDC1772.
- Interfaz de impresora de puerto paralelo unidireccional compatible con los códigos Epson
- Botón NMI que congela la ejecución y permite salvar, imprimir, configurar o ejecutar un programa previamente cargado en sus 8 KB de memoria RAM interna (desensambladores, buscadores de POKEs, editores de UDG e incluso buscadores de "Sprites" y gráficos de fondo). Si no hay ninguno cargado, la funcionalidad por defecto de las teclas numéricas es :

1. Se imprime la pantalla
2. Se imprime la pantalla en doble resolución.
3. Se guarda la pantalla en disco.
4. Se guarda un programa de 48K en disco.
5. Se guarda un programa de 128K en disco.

- 8 KB de memoria RAM interna
- 8 KB de Shadow ROM (en una EPROM en zócalo actualizable)

Aparte de los puertos eliminados, su funcionalidad es la misma y todo el soft y hard diseñado para el DISCiPLE funciona en el Plus D.
Su DOS se llamó G+DOS y es compatible con el GDOS del DISCiPLE. El SAM DOS del SAM Coupé es compatible con ambos.
En Inglaterra se formó un grupo de usuarios llamado INDUG, conocido posteriormente como Format Publications.
El diseño del +D se licenció a Datel para conseguir financiar el desarrollo del SAM Coupé, y se siguió vendiendo incluso después de la desaparición de MGT
En España Tecnex continúa la distribución inicial, pero El Corte Inglés comienza a distribuirlo dada la popularidad alcanzada.